# Take a Chance (film, 1933)

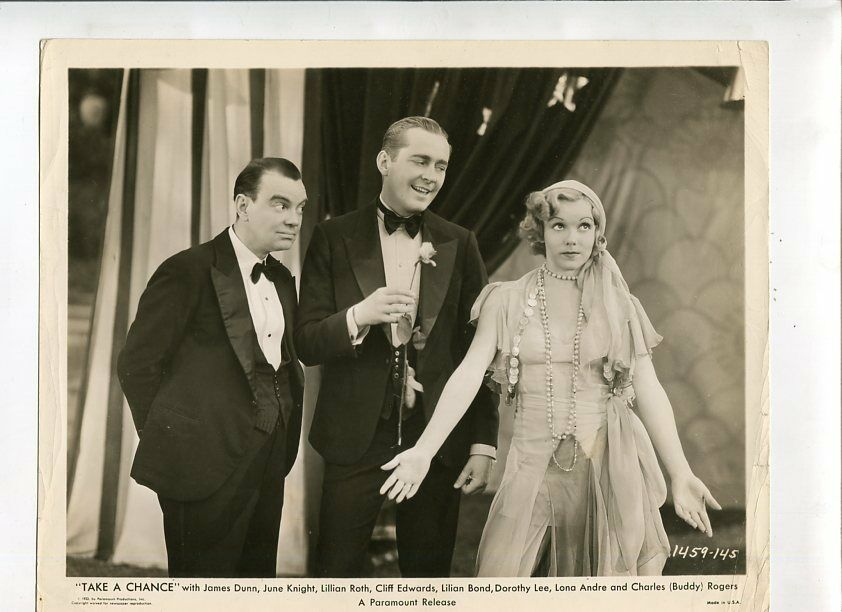
Cliff Edwards, James Dunn et June Knight (photo de presse).

Pour les articles homonymes, voir Take a Chance.
Take a Chance est un film américain pré-Code réalisé par Monte Brice et Laurence Schwab, sorti en 1933, adapté d'une comédie musicale de 1932.

## Fiche technique
- Réalisation : Monte Brice et Laurence Schwab
- Scénario : Monte Brice, Buddy G. DeSylva, Laurence Schwab, Sid Silvers, Richard A. Whiting
- Photographie : William O. Steiner
- Musique : Roger Edens
- Production : Paramount Pictures
- Distributeur : Paramount Pictures
- Durée : 82 minutes
- Date de sortie :
  - États-Unis : 27 octobre 1933

## Distribution
- James Dunn : Duke Stanley
- June Knight : Toni Ray
- Lillian Roth : Wanda Hill
- Cliff Edwards : Louie Webb
- Lilian Bond : Thelma Green
- Dorothy Lee : Consuelo Raleigh
- Lona Andre : Miss Miami Beach
- Charles "Buddy" Rogers : Kenneth Raleigh
- Charles Richman : Andrew Raleigh
- Robert Gleckler : Mike Caruso
- Harry Shannon : Bartender

## Chanson du film
- It's Only a Paper Moon, chantée en duo par June Knight et Buddy Rogers.